# Sergentomyia musai
Sergentomyia musai är en tvåvingeart som beskrevs av Lewis 1978. Sergentomyia musai ingår i släktet Sergentomyia och familjen fjärilsmyggor. Inga underarter finns listade i Catalogue of Life.